# Villa York
La Villa York est une villa romaine, située dans le territoire du Municipio de Rome XII. Elle est composée d'une villa et d'un parc historique, le tout sur une superficie de 78 hectares, gérée par l'organisme Roma Natura.

## Histoire
Elle est située non loin de la Villa Doria Pamphilj, du Complexe du Bon Pasteur, du Casal Nymphée et avec vue sur le dôme de Saint-Pierre.
L'endroit tire son nom du cardinal Benoît Henry Stuart, duc d'York, petit-fils de Jacques II d'Angleterre.
Auparavant, la villa était désignée sous les noms de Villa Baldinotti ou Bichi Ruspoli.
En 1647 Zenobio Baldinotti a acheté une première propriété ecclésiastique appelée Casal di Marcello, et a commencé la construction d'une villa baroque. En 1697, la villa devint la propriété de la marquise Girolama Bichi Ruspoli.
Passée ensuite au prince Benedetto Giustiniani en 1804, elle devint la propriété du duc d'York en 1808, et, enfin, la villa devint une ferme typique, devenue dans les années 50 la propriété de la Federconsorzi, la fédération italienne des consortiums agraires. Depuis, le domaine et la villa ont été progressivement abandonnés, la Federconsorzi étant impliquée dans une complexe procédure d'insolvabilité, avec une proposition d'échange du domaine de la part de promoteurs immobiliers,. La Federconsorzi fait également l'objet d'une procédure d'expropriation par la municipalité de Rome. En effet, la ville de Rome souhaiterait restaurer l’ensemble du complexe qui comprend la villa principale, le nymphée, le système d’escaliers, la chapelle, les fermes rurales et le magnifique parc, autrefois parmi les plus beaux de Rome, et ouvrir le grand parc de la villa aux citoyens. A cette fin, le domaine nommé « Villa York » a été vendu à des particuliers en février 2017. D’importants travaux de restauration ont commencé en 2022, qui devraient s’achever en 2024, afin de faire de la villa un lieu d’événements de luxe.

## Curiosité
Dans le mur d'enceinte de la villa est encastré un ancien autel romain provenant de la villa romaine de L. Fabio Pollio, dont les ruines se trouvent sous le Forte Bravetta. Dans la villa il y a également une citerne romaine souterraine.
En 1937, la villa a été choisie par Luigi Pirandello comme décor pour le film il fu Mattia Pascal. La terrasse donnant sur l'escalier monumental du jardin a été la scène du dîner de mariage de Mattia Pascal.

## Galerie

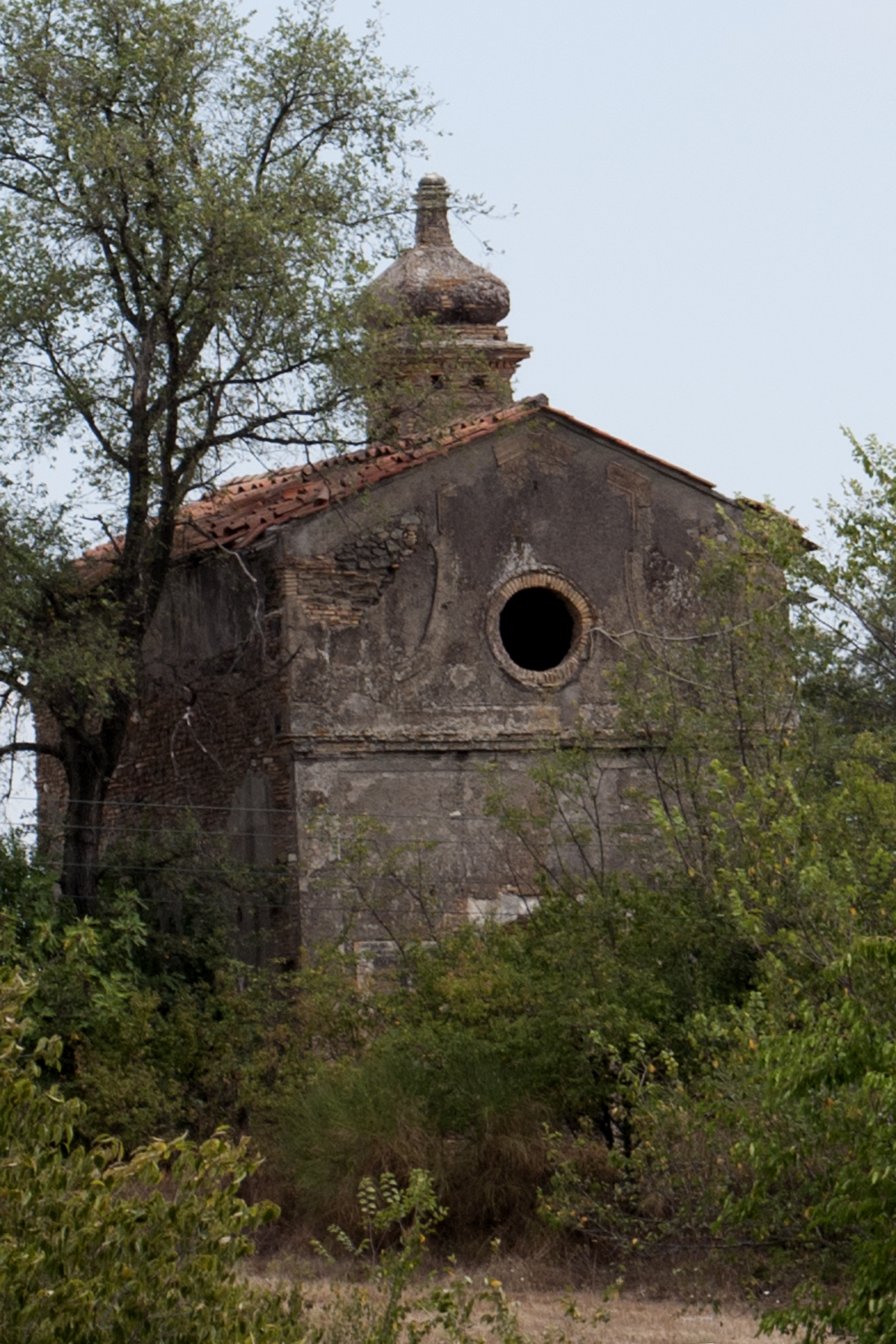
Église de Santa Chiara, villa York